# イレーネ・グランディ
イレーネ・グランディ(Irene Grandi, 1969年12月6日 - )はイタリア中部、フィレンツェ出身の歌手。
これまでに500万枚以上を売り上げ、トップ10入りのアルバム9枚、シングル10枚のシングルの記録を持つ。スペイン語、ドイツ語、フランス語、インド、アフリカといった多言語での歌唱、デュエットを行うことでも有名である。

## 経歴
1993年に歌手デビューし、翌1994年のサンレモ音楽祭の新人部門に「Fuori」という曲で出場した。
その後しばらくして、エロス・ラマゾッティやジョヴァノッティが書いたTVBや Sposati subitoなどの楽曲を収録した最初のアルバムを出した。
1995年には、「In vacanza da una vita」 や 「Bum bum」が入った2作目のアルバムを出した。
その後、「Se mi vuoi」,「Per fare l'amore」,「Buon compleanno」,「Prima di partire per un lungo viaggio」を続けて発表。
2000年にはサンレモ音楽祭でヴァスコ・ロッシと共作した「La tua ragazza sempre」で2位に入賞した。
2009年にはWind Music Awardを受賞し、2011年にはサンレモのヒット賞を受賞した。
2010年の第60回サンレモ音楽祭に「La cometa di Halley」で、2015年には「Un vento senza nome」で参加した。
2020年のサンレモ音楽祭に「Finalmente io」という曲で参加した。

## 作品
Albums
- 1994 Irene Grandi
- 1994 Irene Grandi (German Edition)
- 1995 In vacanza da una vita
- 1997 Per fortuna purtroppo
- 1998 Irene Grandi (Spanish Version)
- 1999 Verde rosso e blu
- 2000 Verde rosso e blu (Special San Remo 2000)
- 2001 Irek
- 2002 Kose da Grandi (CD-ROM)
- 2003 Prima di partire
- 2004 Irene Grandi live '03 (CD live)
- 2005 Indelebile
- 2005 Irene Grandi LIVE (DVD Live)
- 2007 IreneGrandi.HITS
- 2008 Canzoni di Natale
- 2010 Alle porte del sogno
- 2012 Irene Grandi & Stefano Bollani
- 2015 Un vento senza nome